# Albert Siklós
Albert Siklós, také Albert Schönwald (26. června 1878 Budapešť – 3. dubna 1942 Budapešť) byl maďarský skladatel, vysokoškolský pedagog, hudební historik.

## Život
Narodil se jako syn Ference Schönwalda a Laury Beckové. Byl žákem Jánose Koesslera. V letech 1901 až 1904 byl mimořádným členem Budapešťské filharmonické společnosti. V letech 1903 až 1907 podnikl několik studijních cest do Francie, Itálie a Německa. V letech 1905 až 1919 učil na hudební škole Fodor. Od roku 1910 vyučoval orchestraci na Hudební akademii múzických umění.
V letech 1920 až 1922 byl členem Rady pro hudební umění. V letech 1928 až 1937 redigoval časopis A Zene. Publikoval řadu článků o hudební historii, historii hudebních nástrojů a hudební estetice. V roce 1923 napsal předmětovou část dvoudílného Hudebního lexikonu. Jeho smrt byla způsobena zápalem plic, degenerací myokardu a arteriosklerózou. Jeho manželkou byla Alice Edelmann.

## Hudební dílo
- orchestrální díla
- komorní hudba
- klavírní díla
- opera (Dům měsíců, 1927)
- pantomima (The Mirror, 1923)
- sborová díla, písně

## Literární dílo
- Fonologie (Budapešť, 1907)
- Orchestr (Budapešť, 1908-1910)
- Průvodce čtenářskými knihami (Budapešť, 1911)
- Formatan (Budapešť, 1912)
- Teorie kontrapunktu (Budapešť, 1913)
- Poznámky k hudební estetice (Budapešť, 1921)
- Albert Siklós hudební lexikon (Budapešť, 1922)
- Příručka harmonizace (Budapešť, 1923)
- Poznámky k maďarské hudební historii (Budapešť, 1927)
- Hudební nástroje, témbry (Budapešť, 1941)